# Gnafron
Gnafron é o companheiro inseparável do Guinhol, no Teatro de Guinhol, originário de Lião, no século XIX, criado por Laurent Mourget. 

## Personagem
Boneco caricatural, Gnafron é casado com Toinon e beberrão apreciador do Beaujolais. Era um sapateiro lionês típico e, em razão de seu amor ao vinho, tinha o característico nariz inchado e vermelho.
Nas apresentações, em geral seu criador manipulava Guinhol com a mão esquerda, enquanto Gnafron o era com a destra.